# Лешуконская тайга
Лешуконская тайга — зона северной тайги в Лешуконском районе Архангельской области на реках Мезень, Четлас и Мезенская Пижма.
Одна из немногих сохранившихся северных лесных территорий, практически не затронутая хозяйственной деятельностью человека.

## Рельеф и почвы
Географически Лешукония является частью Восточно-Европейской равнины. Однако рельеф преобладает холмистый из-за того, что по территории тайги проходит отрог Тиманского кряжа. В местах, где он пересекает реки, пейзаж становится фактурным: берега превращаются в обрывы, появляются утёсы и каньоны, что является уникальным явлением в пределах Восточно-Европейской равнины.
Почвы преобладают подзолистые и болотные, отличающиеся высокой кислотностью и неблагоприятным воздушным и водным обменом.

## Флора
Основными хвойными лесными породами являются сосна и ель, встречается и лиственница. Из лиственных пород преобладают берёза, осина, рябина, ива, черёмуха, ольха, тополь, многочисленные кустарники.
В лесах Лешуконии сохранились очень редкие растения ледникового периода: камнеломка снежная, камнеломка дернистая, дриада. Всего на территории Лешуконской тайги найдено около 500 видов сосудистых растений и около 200 видов мхов.

## Фауна
В лесах Лешуконии водятся редкие виды животных: медведь, волк, лисица, рысь, куница лесная, россомаха, горностай. Самый редкий и малочисленный вид, проживающий на этой территории, — дикий лесной северный олень. Однако увидеть его вживую практически не представляется возможным даже для опытных исследователей, поэтому примерная численность особей оценивается по следам пребывания.
Кроме того, обнаружены 8 редких видов птиц, среди которых самый уязвимый и редкий — орлан-белохвост.

## Исследования и охрана природы
В 2020 году первозданная природа Лешуконии была детально изучена организованной экспедицией WWF России. Основу экспедиционного отряда составили сотрудники Федерального исследовательского центра комплексного изучения Арктики имени академика Н. П. Лавёрова Уральского отделения РАН. Учёные провели исследование редких видов растений и животных, проживающих в лесах, для обоснования целесообразности присвоения этой территории статуса Национального лесного наследия, а также заключили соглашение с компанией-лесозаготовителем — Группой «УЛК», в чьей аренде находятся леса, о сохранении их наиболее ценных участков. По итогам экспедиции был снят документальный фильм «Лешукония. Ускользающая красота».